# Carl Gustaf Weibull
Carl Gustaf Hannibal Christoffer Weibull, född 27 april 1881 i Lund, död 30 juli 1962, var en svensk arkivarie. Han var son till historikern Martin Weibull och bror till historikerna Lauritz Weibull och Curt Weibull.
Weibull blev filosofie kandidat vid Lunds universitet 1901, avlade kansliexamen 1909 och blev filosofie hedersdoktor 1944. Han blev amanuens vid Landsarkivet i Lund 1903, landsarkivarie i Göteborg 1911 och i Lund 1919–1946. Han invaldes 1915 som ledamot av Samfundet för utgivande av handskrifter rörande Skandinaviens historia. Weibull är begravd på Klosterkyrkogården i Lund.